# 梅桥镇 (蚌埠市)
梅桥镇，是中华人民共和国安徽省蚌埠市淮上区下辖的一个乡镇级行政单位。

## 行政区划
梅桥镇下辖以下地区：
梅桥社区、淝南村、杨楼村、华圩村、苗台村、大岗村、天宇村、淝北村、裔湾村、朱海村、吕巷村、胡口村和淮丰村。